# Pere Vall

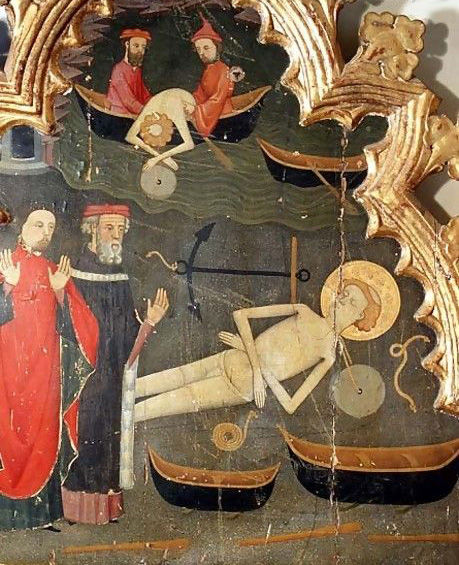
Recuperación milagrosa del mar del cuerpo de san Vicente (detalle), temple sobre tabla. Pináculo de un retablo probablemente procedente de la colegiata de Sant Vicenç de Cardona, Vic, MEV.

Pere Vall fue un pintor gótico activo en el primer cuarto del siglo XV en Cardona, en la comarca de Berga. Es probable que se formase en Barcelona con Pere Serra con quien por alguna noticia documental —en 1405 testificaba en su favor— consta estuvo relacionado profesionalmente en su juventud.

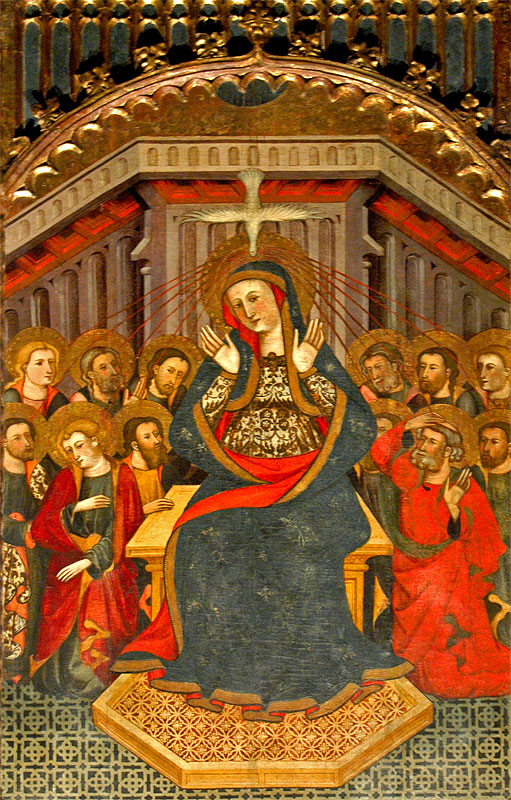
Pentecostés, tabla central del retablo del Espíritu Santo, Cardona, iglesia de San Miguel.

Inscrito en el llamado gótico internacional, en el Museo Episcopal de Vic (MEV) se conservan tres pináculos probablemente procedentes del gran retablo dedicado en época gótica a san Vicente en la colegiata de San Vicente de Cardona, obras muy representativas de su estilo, caracterizado por la concepción ingenuamente narrativa de sus composiciones y el canon corto de sus figuras. Representan, el central, el Calvario, que debió de coronar el ático del retablo, y como remate de dos de la calles laterales los ángeles velando el cuerpo del santo y la milagrosa recuperación de su cuerpo arrojado al mar.
De Pere Vall son también los retablos, alguno conservado fragmentariamente, de Santa Ana, de San Blas, de San Miguel y del Espíritu Santo de la iglesia de San Miguel de Cardona, centro de su actividad. Del retablo del Espíritu Santo, la tabla central de Pentecostés estuvo atribuida a Pere Serra a comienzos del siglo XX, cuando se encontraba en la sacristía de la iglesia. Unas décadas después Chandler R. Post, relacionándola con dos tablas de la Anunciación y el Bautismo de Cristo del Museo Diocesano y Comarcal de Solsona, que se suponían procedentes del mismo retablo, rechazando la atribución a Serra creó con ellas la figura de un pintor de su círculo, pero más directamente relacionado con Jaume Serra, al que dio el nombre de Maestro del Pentecostés de Cardona, cuando aún se desconocía la existencia de Pere Vall. El propio Post fue incrementando el catálogo de las obras atribuidas a este maestro todavía anónimo, hasta que en 1952 Josep-Maria Madurell publicó el contrato para la pintura del retablo de San Blas, firmado en 1408 con Pere Vall, pintor de Cardona, pronto identificado por Joan Ainaud de Lasarte con el maestro individualizado por Post.
Procedente, probablemente, de la misma iglesia de San Miguel de Cardona y de un retablo dedicado a san Pedro documentado ya en 1403, el Museo Nacional de Arte de Cataluña conserva una tabla con san Pedro entronizado como papa y seis cardenales. Además, y de procedencia desconocida, guarda otro Calvario que, por su formato y marco, debió de servir de remate de un retablo desconocido.
Se han relacionado con Pere Vall también una tabla de colección particular con Moisés recibiendo las Tablas de la Ley y los israelitas adorando el becerro de oro, expuesta en octubre de 2023 en el Museo del Prado dentro de la exposición El espejo perdido, judíos y conversos en la España medieval, Santa Ana entronizada con la Virgen, el Niño, ángeles y el donante, panel central de un retablo conservado en el Museo de Bellas Artes de Budapest, Santos Miguel y Amador y Santos Esteban y María Magdalena, del Indianapolis Museum of Art, y Santos Benito y Onofre, del Meadows Museum, estas tres tablas fragmentos de la predela de un retablo que originalmente estuvo formada por seis paneles según testimonia una fotografía tomada por Chandler R. Post, publicada en 1950 en el volumen 10 de su A History of Spanish Painting.